# Bermúdez de Castro (apellido)

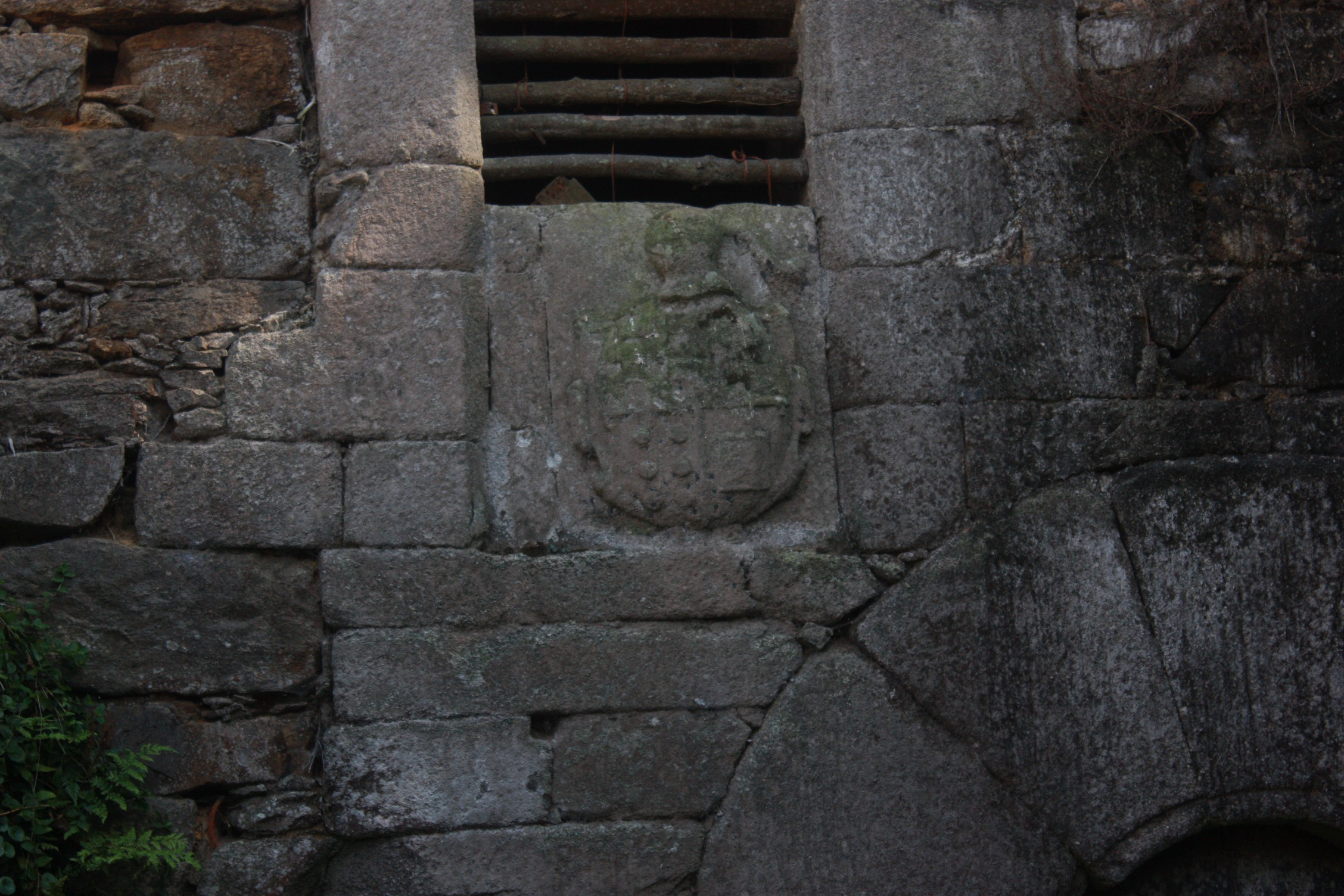
Escudo de armas de Bermúdez de Castro en la Torre da Penela

El apellido Bermúdez de Castro se creó a mediados del siglo xv, gracias al matrimonio formado por Pedro Bermúdez de Montaos y Leonor de Castro y Guzmán.

## Origen
De dicho matrimonio nacieron cinco hijos: Pedro, Fernando, Isabel, María y Beatriz.
El primogénito se llamó Pedro Bermúdez de Montaos «el Mozo» para distinguirlo de su padre homónimo. Al fallecer sin sucesión, el patrimonio familiar pasó a su hermano, Fernando Bermúdez de Castro, que fue el primero en usar el apellido: un pergamino fechado en 1464, en el que aparece citado como tal, puede tenerse por el documento más antiguo en el que aparece ese apellido.

## Continuidad del apellido
El propio Fernando Bermúdez de Castro se aseguró el mantenimiento del apellido al establecer, en la escritura del mayorazgo de Montaos, «que los que subçedieran en este mayoradgo los ayan y tengan con las mismas condiçiones e pautos e formas de subçeder que arriba están declaradas, trayendo las armas e apellido e renombre de mi casa».
Desde entonces muchos han sido los Bermúdez de Castro que han destacado en literatura, política, deportes, milicia, etc.